# Dům U Barborky (Rokycany)
Původně renesanční Dům U Barborky (Malé náměstí 105) pochází ze 16. století, byl však několikrát přestavován. Na domě se zachoval jediný renesanční prvek, kousek sgrafita na fasádě. V domě je lékárna a zeměměřičská kancelář. Ve výkladní skříni lékárny je lékárnické vybavení z bývalé lékárny, která fungovala v domě U Čápa. Rekonstrukce domu proběhla roku 2003, tento rok je vyznačen na klenáku vchodových dveří do lékárny.

## Poloha
- Malé náměstí 105, Rokycany
- PSČ : 337 01
- Okres Rokycany
- Plzeňský kraj